# داوود نادری
سید داوود نادری (زاده ۱۳۶۱ ولسوالی دوشی ولایت بغلان) سیاستمدار افغانستانی و نماینده مردم ولایت قندوز در دوره شانزدهم مجلس نمایندگان است. وی در مجلس شانزدهم نمایندگان افغانستان عضو کمیسیون منابع طبیعی و محیط زیست بود.

## زندگی‌نامه
سید داود نادری فرزند سید عبدالقادر متولد ۱۳۶۱ خورشیدی از ولسوالی دوشی ولایت بغلان است. وی تحصیلات متوسطه و دانشگاهی خود را در بریتانیا و در دانشگاه منچستر در رشته زبان و ادبیات انگلیسی در مقطع لیسانس به پایان برد و پس از آن در بخش تجارت و ساختمانی فعالیت خود را ادامه داد. وی عضو حزب پیوند ملی افغانستان است.

## دیگر فعالیت‌ها
دیگر فعالیت‌های ایشان:
- فعالیت در تجارت و ساختمان.
- عضو حزب پیوند ملی.